# Hřibojedy
Hřibojedy (deutsch Sibojed) ist eine Gemeinde in Tschechien. Sie liegt fünf Kilometer südlich von Dvůr Králové nad Labem und gehört zum Okres Trutnov.

## Geographie
Hřibojedy befindet sich in der Quellmulde des Baches Hřibojedský potok auf dem Höhenrücken Libotovský hřbet, der gegen Norden steil ins Elbtal abfällt. Am Fuße dieses Abfalls verläuft die Bahnstrecke Pardubice–Liberec, dort liegt die Bahnstation Žireč. Nördlich erhebt sich der Hřibojedský vrch (425 m). Im Nordosten befindet sich im Neuwald (Nový les) am Hügel An der Leite (426 m) die Naturgalerie Betlém.
Nachbarorte sind Žirecká Podstráň, Pod Betlémem und Žireč im Norden, Stanovice im Nordosten, Kašov und Nový Kašov im Osten, Zaloňov, Vestec und Litíč im Südosten, Nouzov im Süden, Hvězda und Malé Hřibojedy im Südwesten, U Krušinů und Dubenec im Westen sowie Libotov und Sylvárov im Nordwesten.

## Geschichte
Die erste schriftliche Erwähnung von Hrziboged erfolgte im Jahre 1398. Der Ortsname gibt Rückschlüsse auf die Lage des Dorfes im seinerzeit bedeutend größeren Königreichwald und bedeutet Wo man Pilze isst. Als Besitzer des Gutes ist 1440 Procek von Hriebojed überliefert. Im Jahre 1539 erwarb Adam I. Silber von Silberstein (Adam Zilwar) das Gut Hrzibogedy und schloss dieses an seine Herrschaft Schurz (Žireč) an. Mundartlich wurde der Ort Siewajeed genannt. Wegen seiner Beteiligung am böhmischen Ständeaufstand wurden die Güter Adams III. Silber von Silberstein nach der Schlacht am Weißen Berg am 15. November 1622 konfisziert. Ohne kaiserliche Kenntnis wurde Hrzibogedy zunächst dem Jesuitenorden überlassen. Dies wurde jedoch auf Befehl Ferdinands II. revidiert und Hrzibogedy 1623 an Maria Magdalena Trčka von Lobkowitz, die Ehefrau des Jan Rudolf Trčka von Lípa verkauft. Sie vererbte ihre Güter 1633 ihrem Sohn Adam Erdmann Trčka von Lípa. Dieser starb 1634 zusammen mit Albrecht von Waldstein in der Egerer Mordnacht. Anschließend wurde Trčka eine Beteiligung an einer antihabsburgischen Verschwörung unterstellt und seine Güter konfisziert. Das Gut Hřibojedy wurde 1652 den Schurzer Jesuiten übergeben. Im Jahre 1654 wurde der Ort als Sobogedy bzw. Siboged, 1790 als Soboged und 1836 als Siboged bezeichnet. Nach dem Jesuitenverbot vom 10. September 1773 gelangte Siboged als Teil der Herrschaft Schurz an die k.k. Kameralgüter. Im Jahre 1825 kauften Martin und Klara Wagner das Allodialgut Schurz/Žireč. Bis zur Mitte des 19. Jahrhunderts blieb das Dorf immer nach Schurz untertänig.
Im Jahre 1850 bildete Sibojed mit dem Ortsteil Nieder Sibojed eine Gemeinde in der Bezirkshauptmannschaft Königinhof. Während des Deutschen Krieges befand sich das Dorf wechselseitig in den Händen der Preußen und Österreicher. Die erste Dorfschule wurde 1874 eingerichtet, in ihr wurde einklassig in deutscher Sprache unterrichtet. 1888 verkaufte Martin Wagners Sohn Heinrich die Güter an den Jermerer Textilunternehmer Josef Etrich. Die tschechische Minderheit gründete 1930 eine Ortsgruppe Národní jednota severočeská, die die Kultur der tschechischen Minderheit im deutschen Sprachgebiet pflegte. Im Jahre 1930 hatte Sibojed/Hřibojedy 257 Einwohner. Nach dem Münchner Abkommen wurde Sibojed 1938 dem Deutschen Reich zugeschlagen und gehörte bis 1945 zum Landkreis Trautenau. 1939 lebten in dem Ort 257 Personen. Nach dem Ende des Zweiten Weltkrieges kam Hřibojedy zur Tschechoslowakei zurück und wurde wieder dem Okres Dvůr Králové nad Labem zugeordnet. Im Zuge der Aussiedlung der Deutschen wurden in Hřibojedy Tschechen aus Semily bzw. Wolhynientschechen ansässig. Nach der Aufhebung des Okres Dvůr Králové nad Labem wurde die Gemeinde 1961 Teil des Okres Trutnov, zugleich erfolgte die Eingemeindung von Hvězda.

## Gemeindegliederung
Die Gemeinde Hřibojedy besteht aus den Ortsteilen Hřibojedy (Sibojed) und Hvězda (Stern) sowie der Ansiedlung Malé Hřibojedy (Nieder Sibojed) und der Einschicht U Krušinů.

## Sehenswürdigkeiten
- Naturgalerie Betlém, geschaffen zwischen 1717 und 1732 von Matthias Bernhard Braun. Sie ist mit den erhaltenen zehn Plastiken seit 2002 ein Nationales Kulturdenkmal.
- Kapelle in Hřibojedy
- Kapelle in Malé Hřibojedy
- Kapelle in Hvězda